# 安远炮台
29°57′39.556″N 121°43′22.104″E / 29.96098778°N 121.72280667°E
安远炮台是中国浙江省宁波市镇海区的一座炮台。炮台位于甬江北岸，招宝山南麓，现存炮台始建于光绪十三年（1887年），次年建成。炮台主体为圆形，三合土修筑。1996年，炮台与其他镇海口海防设施一道被列入第四批全国重点文物保护单位中的镇海口海防遗址项目。

## 历史
最初的安远炮台由浙江提督歐陽利見建造于中法战争镇海之战爆发前:17-21，当时炮台配备三门阿姆斯特朗前膛炮。中法战争结束后，鉴于甬江口原有炮台位置偏内且射程有限，同知杜冠英、参将吴杰主持在招宝山下方的石矶修建新的安远炮台，与对岸金鸡山下的绥远炮台相对，扼守甬江口。工程于1888年冬完工，设置21厘米口径克虏伯后膛海岸炮一门。
1932年，炮台由国军宁波防守司令部管辖:2090。抗日战争前的1936年，国民政府认为安远炮台位置仍过于靠内，将炮台裁撤，克虏伯后膛炮被迁往位于钳口门炮台山的新镇远炮台，并在抗日战争中发挥作用。

## 形制
安远炮台位于镇海招宝山南麓乌龙岗下，为镇海口海防遗址中现存最为完整的炮台:79。炮台占地面积328平方米，外形为圆形，内径16.5米，高6米，厚2米，设有前后炮门，分别面对东海和甬江，中心设有环形铁轨，可用于旋转炮口位置。主体为沙砾、黄泥、石灰混合后形成三合土夯筑，相传还混有糯米以增强其强度。抗日战争前后，曾使用水泥修筑门和顶部，今洞门尚存，高5米，宽3米，而顶部已毁。

## 保护
安远炮台于1981年7月被列入镇海县文物保护单位，1989年12月12日和威远城、月城等海防遗迹一同被列入浙江省文物保护单位，1996年以镇海口海防遗址之名升格为第四批全国重点文物保护单位。炮台周边曾有球场、油库等建筑，炮台部分开裂且周边环境不佳，1995年由镇海区海防办出资维修，拆除周边建筑，同时在炮台旁布置了三门清代紅衣大炮的复制品:79。

## 图片

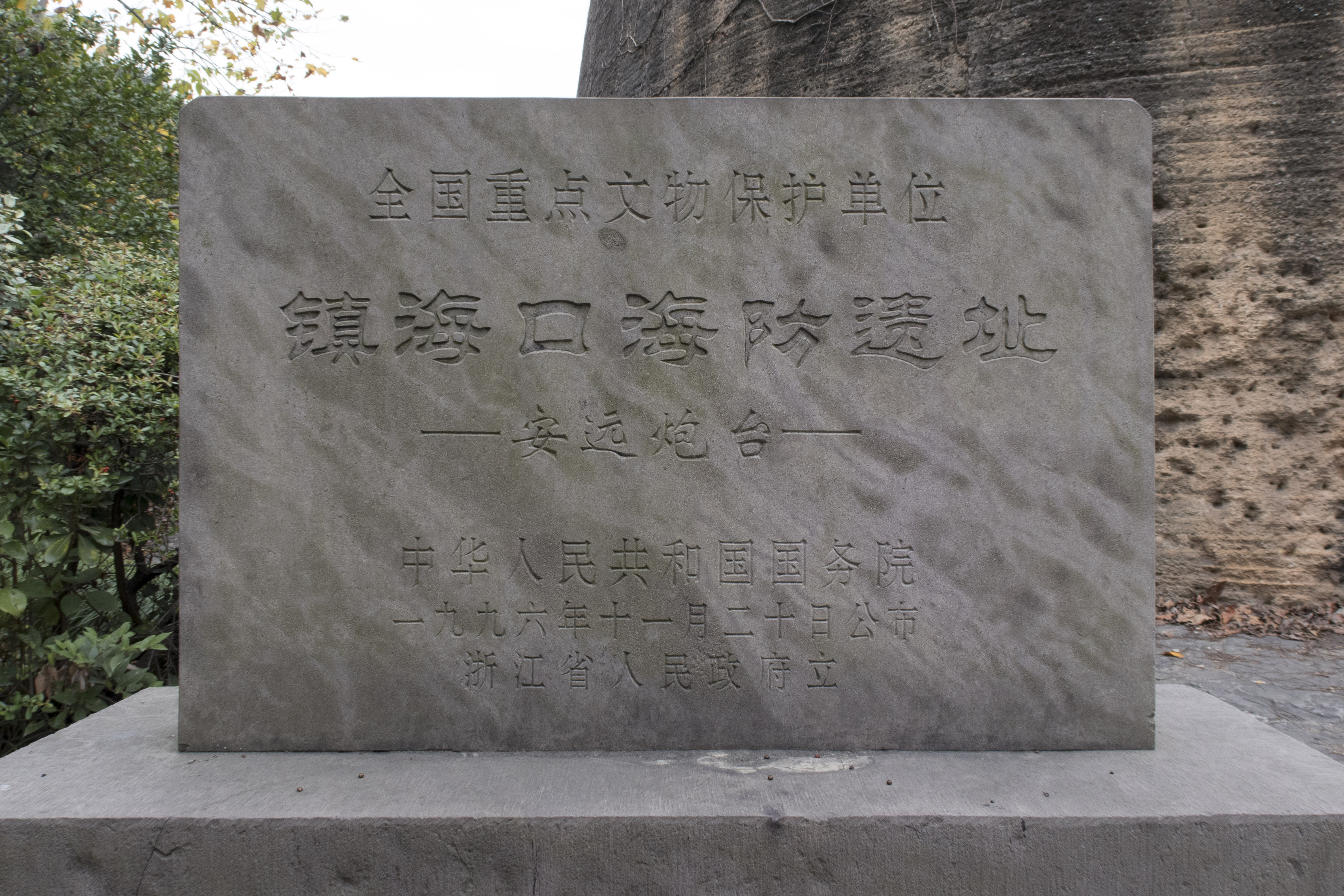
全国重点文物保护碑
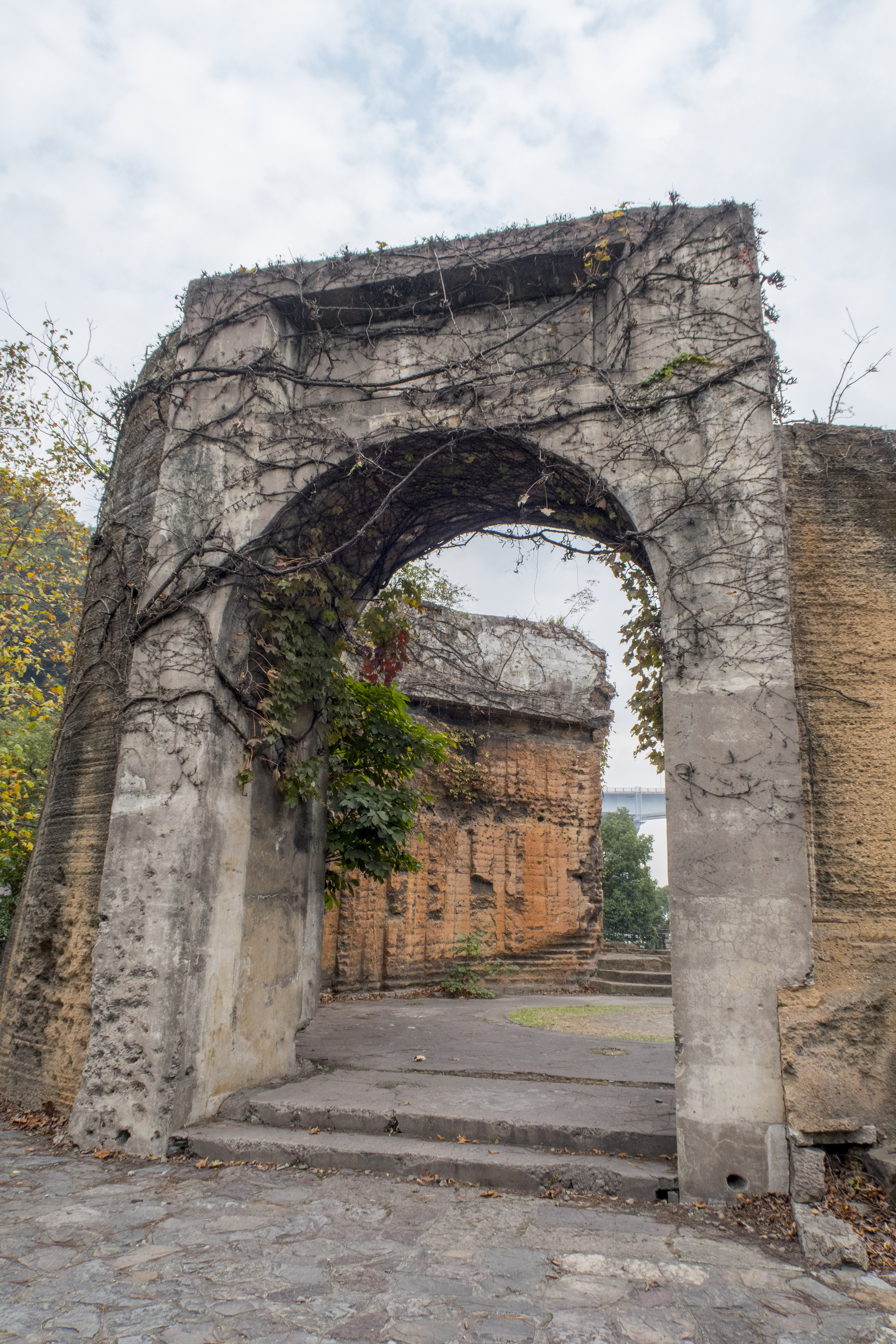
水泥加固的洞门
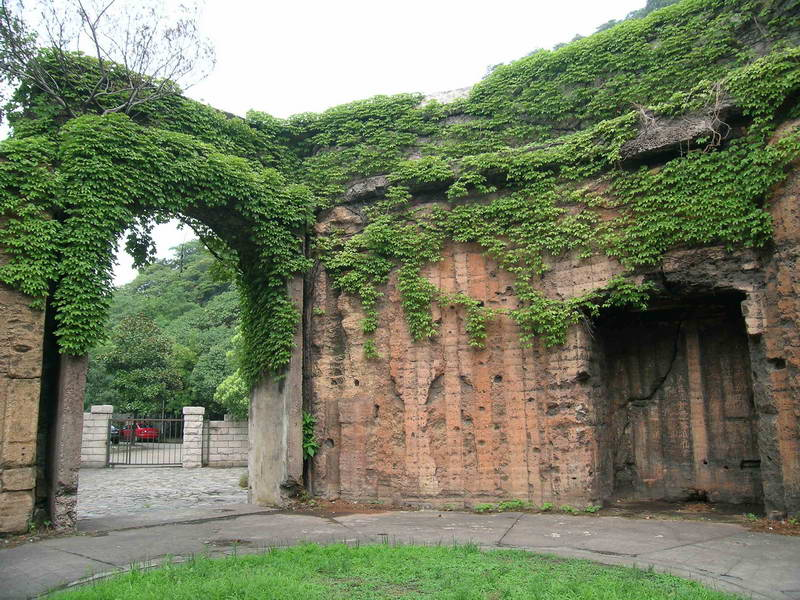
洞门内侧和储藏洞
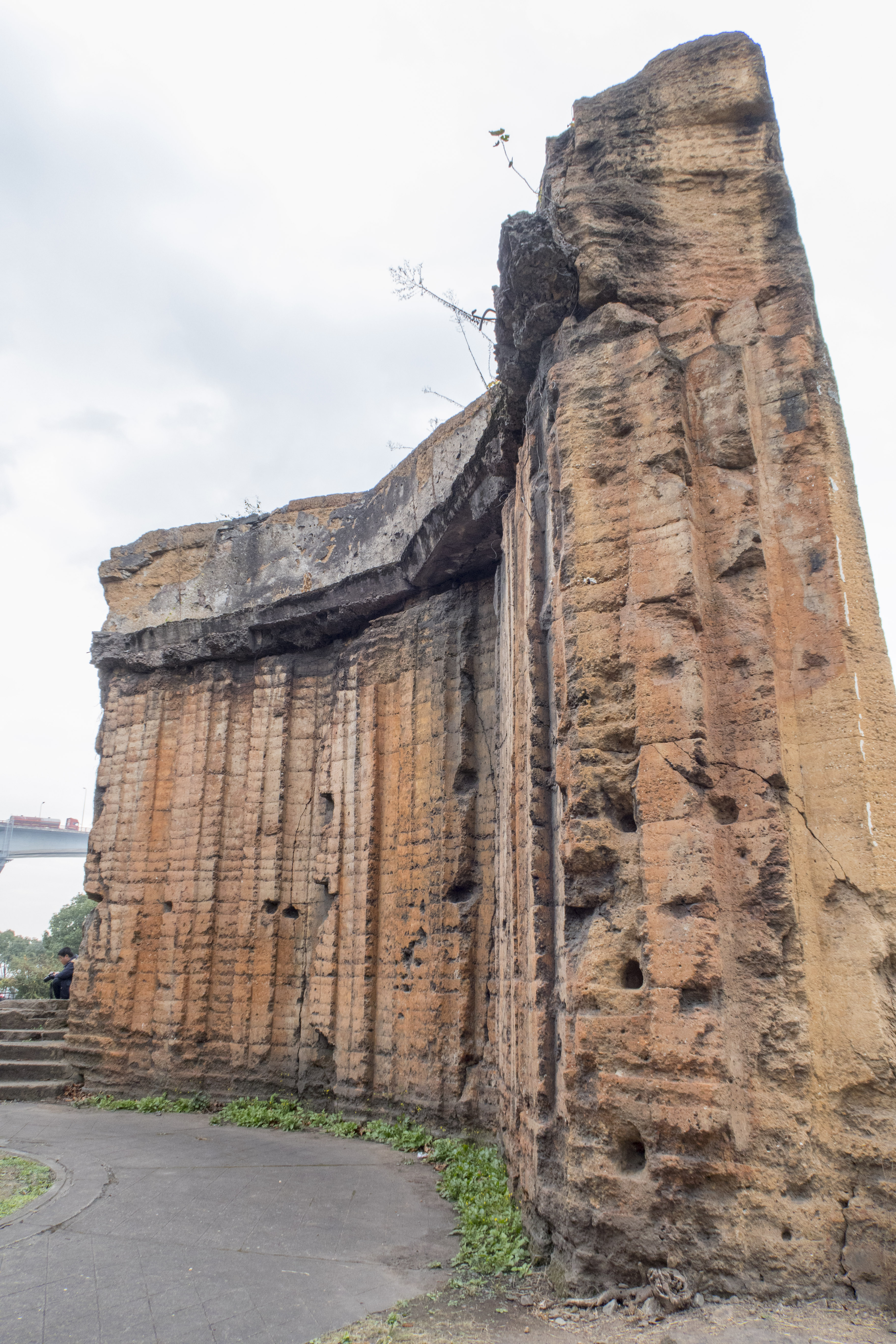
面向甬江的炮台壁
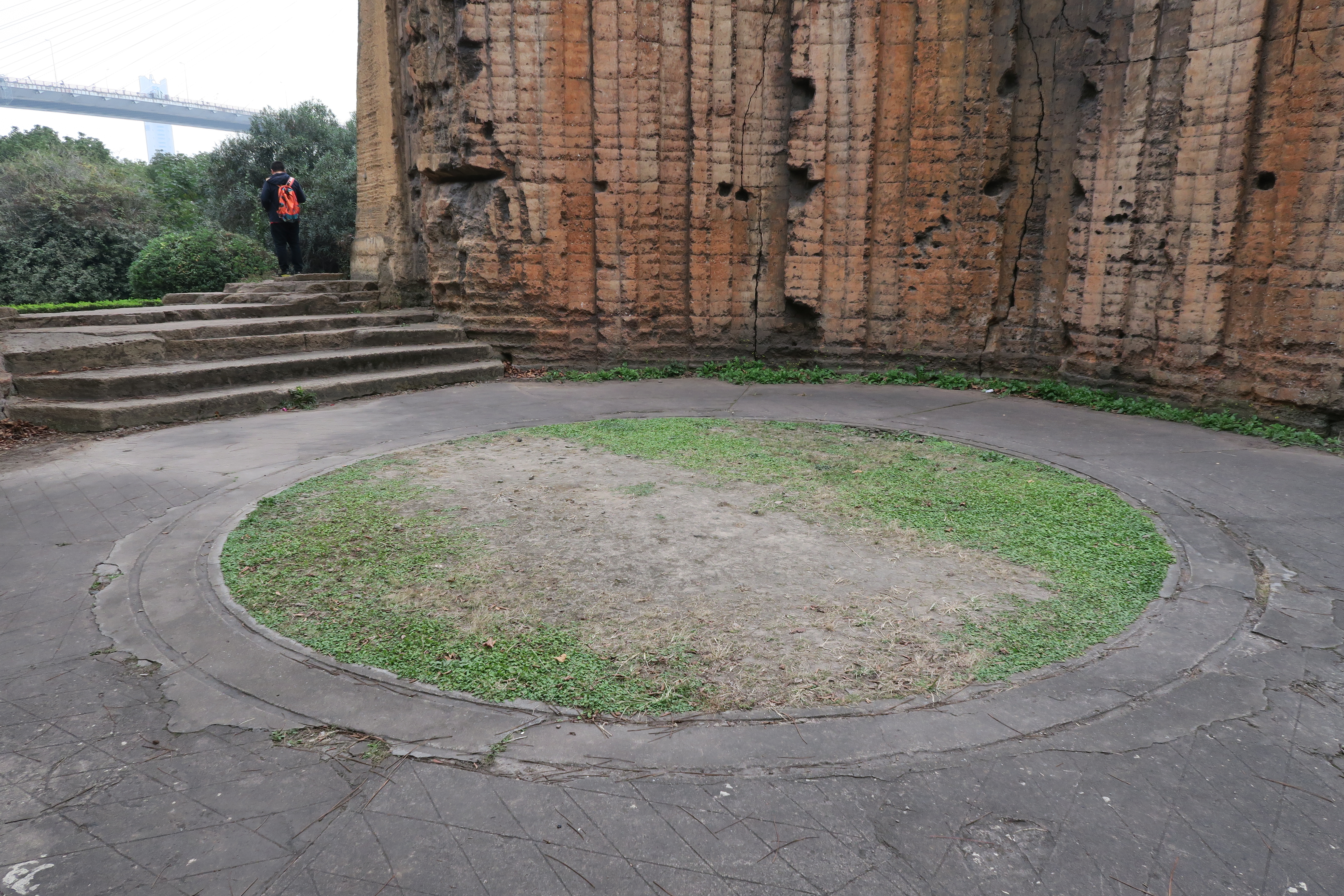
圆形轨道
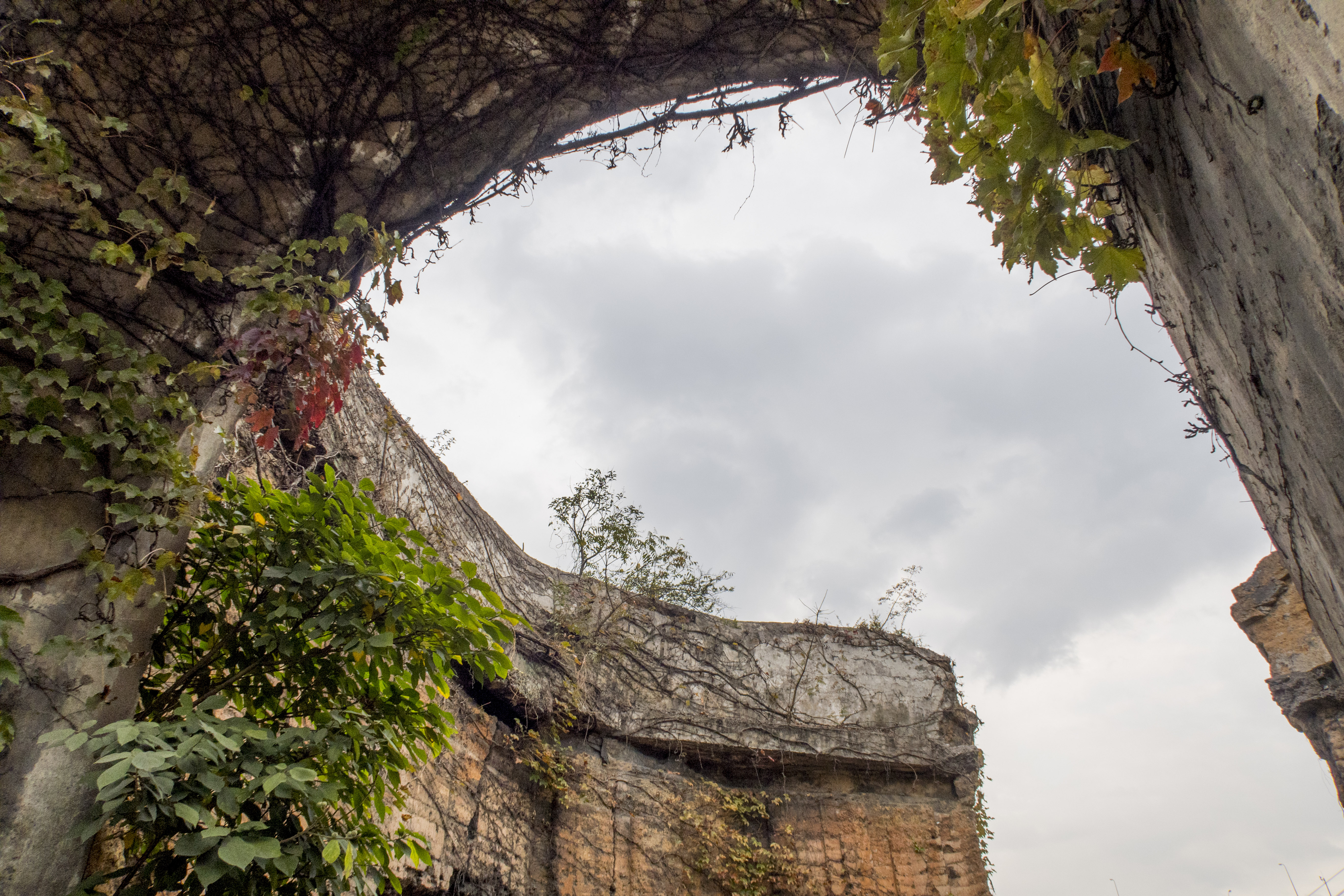
炮台残缺的顶部